# Conopsia phoenosoma
Conopsia phoenosoma is een vlinder uit de familie wespvlinders (Sesiidae), onderfamilie Tinthiinae.
Conopsia phoenosoma is voor het eerst wetenschappelijk beschreven door Meyrick in 1930. De soort komt voor in het Afrotropisch gebied.